# Thomas Zwiefelhofer
Thomas Zwiefelhofer   (Grabs, 10 de desembre de 1969) és un polític de Liechtenstein que va ser viceprimer ministre de Liechtenstein i ministre d'Interior, Justícia i Assumptes Econòmics. Va ser substituït en el càrrec per Dominique Hasler.
Zwiefelhofer és doctor en dret i graduat en arquitectura. Està casat, té tres fills i viu amb la seva família a Vaduz.

## Carrera
Thomas Zwiefelhofer va obtenir el seu Matura, la titulació general per a l'ingrés a la universitat, en 1989 a l'escola secundària de Liechtenstein a Vaduz. Posteriorment va començar a estudiar arquitectura en la Facultat d'Arquitectura d'ETH Zurich, on es va graduar en 1996 com a arquitecte. Posteriorment va treballar com a arquitecte i líder de projecte durant dos anys a ZRH Architekten AG a Zollikon.
De 1998 a 2000, Zwiefelhofer va anar a la Universitat de St. Gallen, on va estudiar dret. Des de llavors, fins que va entrar en política el 2013, Zwiefelhofer va fer d'advocat a la companyia fiduciària general de Vaduz, on també era membre del consell d'administració. El 2002 va completar amb èxit un curs de fideïcomisos en la Universitat de Liechtenstein de ciències aplicades. 2007, Zwiefelhofer va tornar a la Universitat de St. Gallen per a obtenir el seu doctorat en dret. De 2009 a 2010, també va aconseguir un Certificat d'Estudis Avançats de dret fiscal nacional i internacional en la Universitat de Liechtenstein.
A les eleccions parlamentàries de 2013, Zwiefelhofer va ser el candidat a primer ministre de la Unió Patriòtica. La Unió Patriòtica va quedar en segon lloc després del Partit dels Ciutadans Progressistes, però, els dos van formar una gran coalició i, com a resultat, Zwiefelhofer es va convertir en el Viceprimer Ministre del Govern del Principat de Liechtenstein. A més, actualment és ministre d'Interior, Justícia i Assumptes Econòmics.
Paral·lelament, segueix sent el cònsol honorari de la República de Polònia a Liechtenstein.

## Honors
- : Creu de comandant amb estrella de l'orde del mèrit del Principat de Liechtenstein (08/06/2017).[2]